# Með suð í eyrum við spilum endalaust
Albums de Sigur Rós
Takk…
(2005) Valtari
(2012)
Singles
1. Gobbledigook
2. Inní mér syngur vitleysingur
3. Við spilum endalaust

Með suð í eyrum við spilum endalaust (mɛθ ˈsʏːð i ˈeːirʏm ˈvɪːθ ˈspɪːlʏm ˈɛn̥taløɪst, Avec un bourdonnement dans les oreilles, nous jouons inlassablement.) est le cinquième album studio du groupe islandais Sigur Rós, paru le 23 juin 2008.
Toutes les paroles de cet album étaient à l'origine écrites en anglais, mais finalement, le groupe trouva que l'islandais était plus naturel pour eux. Certaines paroles furent donc traduites en islandais, tandis que d'autres furent totalement reprises, créant ainsi de nouveaux textes. Néanmoins, c'est le premier album (et le seul), de Sigur Rós à comporter une chanson en anglais : "All Alright".
Bien qu'en général la musique que fait Sigur Rós est plutôt éthérée et aérienne, la musique de cet album (ainsi que le titre, et que la pochette le suggèrent) est plutôt gaie et entraînante. La musique contraste beaucoup avec leurs compositions précédentes, et contient des chansons folk, aux instruments acoustiques tels que des guitares traditionnelles.
Cet album était disponible en précommande dès le 3 juin 2008 sur le site officiel du groupe, et le 5 juin, le groupe fit un concert à Guadalajara, au Mexique et présenta "Gobbledigook", "Inní mér syngur vitleysingur ", "Festival", "Fljótavík", "Við spilum endalaust" et "All Alright". Le 8 juin, l'album entier était disponible en streaming sur le site officiel de Sigur Rós ,. Le 19 juin, les albums pré-commandés commencèrent à arriver dans les boites aux lettres.
La chanson "Festival" fait partie du film de Danny Boyle, 127 heures avec James Franco
La couverture de l'album est une photographie de Ryan McGinley. À l'origine, la couverture de l'album devait être dessinée par Olafur Eliasson;  c’eût été la première fois que le groupe eut choisi la photographie d'un artiste extérieur comme pochette d'album.
Finalement, les membres du groupe n'aimèrent pas le projet proposé par l'artiste, et créèrent la pochette d'eux-même, à partir d'une photographie.

## Liste des titres
| No  | Titre                                                         | Langue(s)              | Durée |
| --- | ------------------------------------------------------------- | ---------------------- | ----- |
| 1.  | Gobbledigook (« Charabia »)                                   | Islandais              | 3:05  |
| 2.  | Inní mér syngur vitleysingur (« En moi chante un fou »)       | Islandais              | 4:05  |
| 3.  | Góðan daginn (« Bonjour »)                                    | Islandais              | 5:15  |
| 4.  | Við spilum endalaust (« Nous jouons inlassablement »)         | Islandais              | 3:33  |
| 5.  | Festival                                                      | Vonlenska              | 9:24  |
| 6.  | Með suð í eyrum (« Avec un bourdonnement dans les oreilles ») | Islandais              | 4:56  |
| 7.  | Ára bátur (« Barque »)                                        | Islandais et Vonlenska | 8:57  |
| 8.  | Illgresi (« Mauvaises herbes »)                               | Islandais              | 4:13  |
| 9.  | Fljótavík (Un lieu en Islande)                                | Islandais et Vonlenska | 3:29  |
| 10. | Straumnes (Une montagne près de Fljótavík)                    | (Instrumentale)        | 2:01  |
| 11. | All Alright (« Tout va bien »)                                | Anglais                | 6:21  |

## Musiciens
- Jón Þór Birgisson – Chants, Guitare
- Kjartan Sveinsson – Claviers
- Georg Hólm – Basse
- Orri Páll Dýrason – Batterie

Cordes:  Amiina (sur les pistes 2,3,4,5,8 et 9, enregistré dans le salon de Kjartan Sveinsson)
- Hildur Ársælsdóttir
- Edda Rún Ólafsdóttir
- Maria Huld Markan Sigfúsdóttir
- Sólrún Sumarliðadóttir

Cuivres (sur les pistes 2, 4 et 11) joués par :
- E. Friðfinnsson
- Helgi Hrafn Jónsson
- I.G. Erlendsson
- K. Håkonarson
- Samúel Jón Samúelsson
- S. Sigurðarson
- S.J. Bernharðsson

Tambourin, claps, et autre bruits par Siggi Frendi, Höddi Gunni, John Best, Sunray et Breeze.
Ára bátur enregistré live au Abbey Road Studios avec le London Sinfoniettaet les choristes du London Oratory School (en). Dirigés par D. Bjarnason.
Photographie par Ryan McGinley.

## Charts
| Chart (2008)                    | Meilleure position |
| ------------------------------- | ------------------ |
| Australian Albums Chart         | 14                 |
| Belgian Albums Chart (Flanders) | 4                  |
| Dutch Albums Chart              | 21                 |
| Finnish Albums Chart            | 7                  |
| German Albums Chart             | 26                 |
| Iceland Albums Chart            | 1                  |
| Irish Albums Chart              | 4                  |
| Japanese Albums Chart           | 22                 |
| Italian Albums Chart            | 13                 |
| Norwegian Albums Chart          | 7                  |
| Swedish Albums Chart            | 29                 |
| Swiss Albums Chart              | 8                  |
| U.S. Billboard 200              | 15                 |
| UK Albums Chart                 | 5                  |